# María Elisa Camargo
María Elisa Camargo (Guayaquil, Ecuador, 1985. december 21. –) ecuadori születésű színésznő és énekesnő.

## Élete
María Elisa Camargo 1985. december 21-én született. Karrierjét 2005-ben kezdte.
Első szerepét 2006-ban kapta a Floricienta sorozatban, ahol Nataliát alakította.
2007-ben a La Marca del deseo című sorozatban kapott szerepet.
2009-ben a Verano de Amorban alakította Isabella 'Isa' Roca karakterét. Ugyanebben az évben a Hasta que el dinero nos separe című telenovellában kapta meg Mónica Ledesma szerepét.
2010-ben a Llena de Amor című sorozatban Kristel Ruiz y de Teresa Curiel szerepét játszotta Ariadne Díaz, Valentino Lanus, César Évora és Azela Robinson mellett.
2011-ben a Flor Salvaje című sorozatban Catalina Larrazabal karakterét játszotta Mónica Spear, Tony Daltón, José Luis Reséndez és Roberto Manrique oldalán.

## Filmográfia

### Telenovellák
| Év        | Eredeti Cím                    | Cím                | Szerep                                            |
| --------- | ------------------------------ | ------------------ | ------------------------------------------------- |
| 2006      | Floricienta                    | Csacska angyal     | Natalia                                           |
| 2007      | La marca del deseo             |                    | María Alegría Santibáñez                          |
| 2009      | Verano de amor                 |                    | Isabella 'Isa' Roca                               |
| 2009-2010 | Hasta que el dinero nos separe |                    | Mónica Ledesma                                    |
| 2010-2011 | Llena de amor                  |                    | Kristel Ruiz y de Teresa Curiel                   |
| 2011-2012 | Flor salvaje                   |                    | Catalina Larrazabal de Urrieta                    |
| 2012-2013 | Porque el amor manda           | Amit a szív diktál | Patricia 'Pato, Paty' Zorilla de Rivadeneira      |
| 2014      | En otra piel                   |                    | Adriana Aguilar / Mónica Serrano / Mónica Arriaga |
| 2015      | Bajo el mismo cielo            |                    | Adela Morales / Mati                              |

### Valóságshow
- El Factor X (2005)

## Diszkográfia
- Dígale (2007)
- Otro Amor Vendrá (2007)
- Las Marías (2007)
- Hay Amor (2007)
- Tengo una Pena (2007)
- Por Ti (2007)

## Díjak és jelölések

### People en Español-díj
| Év   | Kategória                  | Cím                  | Eredmény |
| ---- | -------------------------- | -------------------- | -------- |
| 2013 | Legjobb női mellékszereplő | Porque el amor manda | Jelölés  |